# جلان ريا
جلان ريا (بالإنجليزية: Glen Rea) (3 سبتمبر 1994 ببرايتون في المملكة المتحدة - ) هو لاعب كرة قدم أيرلندي في مركز الدفاع. شارك مع منتخب جمهورية أيرلندا تحت 21 سنة لكرة القدم. أما مع النوادي، فقد لعب مع برايتون أند هوف ألبيون ونادي ساوثيند يونايتد ونادي لوتون تاون.

## وصلات خارجية
- جلان ريا على موقع قاعدة بيانات كرة القدم.إي يو (الإنجليزية)
- جلان ريا على موقع Soccerbase.com (لاعب) (الإنجليزية)
- جلان ريا على موقع Soccerway.com (الإنجليزية)